# Fire HDX
O Fire HDX, anteriormente chamado Kindle Fire HDX, é o topo de linha da família de tablets da Amazon.com. Foi anunciado em 25 de setembro de 2013 e está disponível em dois modelos, de 7 polegadas e 8,9 polegadas. O modelo Wi-Fi de 7 polegadas foi lançado em 18 de Outubro de 2013 e, o modelo Wi-Fi 8,9 polegadas foi lançado em 7 de novembro de 2013 nos Estados Unidos.
Em setembro de 2014, a Amazon lançou a segunda geração do modelo 8.9 que tem um processador mais rápido e uma unidade de processamento gráfico mais poderoso. Além disso, o nome "Kindle" foi removido de todos os nomes dos talets.

## Hardware
Ambos os de, 7 polegadas e 8,9 polegadas, contêm um processador Qualcomm Snapdragon 800 processador que tem um GPU Adreno 330. Os modelos também tem uma câmera frontal de 1,2 megapixel que grava vídeos HD de 720p. O modelo de 8,9 polegadas tem uma câmera traseira de 8 megapixels que que grava vídeos HD de 1080p. A superfície exterior tem, bordas de plástico angulares levantadas com os botões de energia e volume localizados na parte traseira. O Fire HDX possui Dolby Digital Plus. Um usuário normal irá receber cerca de 12 horas de vida útil da bateria de uma carga completa.
O Fire HDX 8.9" relançado em 2014 usa um processador Qualcomm Snapdragon 805, com uma GPU Adreno 420. O sistema de som possui Dolby Atmos tecnologia de alto-falante e a versão Wi-Fi pesa 375 gramas.

## Software
Ambos os modelos utilizam FireOS 3, que é uma derivação do Android 4.2.2. Ele apresenta "Mayday", um botão para suporte técnico gratuito disponível a qualquer momento, "Silk", um navegador com aceleração de nuvem, a Amazon Appstore para jogos e aplicativos e serviços da Amazon.com para compras de conteúdo de mídia.  Os tablets podem enviar conteúdo de vídeo para a TV, consola de jogos com suporte ou através de um dispositivo como um adaptador de vídeo HDMI sem fio usando "Second Screen", mas não pode enviar conteúdo através de um cabo HDMI como o seu antecessor, o Kindle Fire HD.
Em 2014 saiu a atualização para o FireOS 4, que apresenta perfis de modo que cada usuário no tablet pode ter suas próprias configurações e aplicativos. 